# Arcaicam Esperantom

Старый английский шрифт.

Arcaicam Esperantom («древний эсперанто») — вымышленный язык, созданный в попытке реконструировать гипотетический «древний эсперанто», как если бы искусственный язык эсперанто был естественным языком, прошедшим свой собственный путь развития, претерпев на нём такие изменения, как упрощение грамматики и реформа орфографии, как это произошло, например, с английским и романскими языками. Он был создан в 1969 году эсперантистом Мануэлем Халвеликом, наряду с прочими «диалектами», такими как слэнговые «Gavaro» и «Popido», и особым набором научной лексики, приближенной к латино-греческим корням.
Идея «древнеэсперантского языка» выдвигалась также венгерским поэтом Кальманом Калочаи, в 1931 году совершившим перевод первого письменного памятника венгерского языка, «Надгробная речь и молитва» (XII век), на язык, являющийся промежуточной формой между эсперанто и вульгарной латынью.

## Отличия между Эсперанто и Arcaicam Esperantom

### Правописание
- Эсперантское c соответствует tz
- ĉ соответствует ch
- f соответствует ph
- ĝ соответствует gh
- ĥ соответствует qh
- j соответствует y
- ĵ соответствует j
- k соответствует qu перед e и i и c перед остальными буквами
- ŝ соответствует sh
- ŭ соответствует ù
- v соответствует w

Диграфы:
- aŭ соответствует aù
- dz соответствует zz
- eŭ соответствует eù
- ks соответствует x
- kv соответствует cù

### Личные местоимения
- mi соответствует mihi
- ci соответствует tu
- li соответствует lùi
- ŝi соответствует eshi
- ĝi соответствует eghi
- si соответствует sihi
- ni соответствует nos
- vi соответствует wos
- ili соответствует ilùi

- Отсутствующее в «современном» эсперанто местоимение egui нейтрального рода используется для обозначения ангелов, Бога и т. п.

### Относительные местоимения
- ki- соответствует cuy-
- ti- соответствует ity-
- i- соответствует hey-
- neni- соответствует nemy-
- ĉi- соответствует chey-
- ali- соответствует altri-

(Примечание: Ali- («другой») не является полноценным личным местоимением в эсперанто, однако altri- полностью функционирует как таковое.)
- -o соответствует -om
- -a соответствует -am
- -am соответствует -ahem
- -e соответствует -œ
- -om соответствует -ohem
- (-u остаётся -u)
- (-el остаётся -el)

- Частица ĉi соответствует префиксу is- (ĉi tiu = isityu)

### Глагол
Инфинитив оканчивается на -ir вместо -i: fari становится pharir. Если основа оканчивается на e или i, окончание инфинитива -ar: krii соответствует criar.
«Древнеэсперантский» глагол спрягается по лицам и числам. Таким образом без необходимости местоимение можно не использовать.
Пример: глагол эсперанто esti («быть»), настоящее время:
- mi/ci/li/ŝi/ĝi/si/ni//vi/ili estas

«Древнеэсперантский» глагол estir («быть»), настоящее время:
- (mihi) estams
- (tu) estas
- (lùi/eshi/eghi/egui/sihi) estat
- (nos) estaims
- (wos) estais
- (ilùi) estait

В остальных временах, как и в условном наклонении, глагол спрягается по той же схеме: estams соответствует estims в прошедшем, estoms в будущем времени и estums в условном наклонении.
Повелительное наклонение в единственном числе соответствует эсперанто (estu), во множественном числе прибавляется аффикс -y: estuy.

### Склонение имён
Имя существительное в «древнем эсперанто» склоняется по четырём падежам против двух в эсперанто.
| Падеж               | Именительный | Именительный  | Винительный  | Винительный   | Дательный    | Дательный     | Родительный  | Родительный   |
| Число               | Единственное | Множественное | Единственное | Множественное | Единственное | Множественное | Единственное | Множественное |
| ------------------- | ------------ | ------------- | ------------ | ------------- | ------------ | ------------- | ------------ | ------------- |
| Arcaicam Esperantom | ~om          | ~oy           | ~on          | ~oyn          | ~od          | ~oyd          | ~es          | ~eys          |
| Эсперанто           | ~o           | ~oj           | ~on          | ~ojn          | al x~o       | al x~oj       | de ~o        | de ~oj        |

Например, dom- склоняется как domom, domon, domod, domes в единственном числе и domoym, domoyn, domoyd, domeys во множественном.

### Прочее
- Имя существительное всегда пишется с большой буквы: Glawom = (la) glavo.
- Инфинитив может функционировать как существительное, соответствуя эсперантскому существительному с суффиксом -ado.
- Окончаниям прилагательных в именительном падеже соответствуют -am и -aym.
- Показателю наречия -e соответствует -œ. Данная фонема была «утрачена» эсперанто, она произносится подобно немецкому звуку ö.
- -aŭ в наречиях типа baldaŭ соответствует -ez.
- Определённый артикль отсутствует. Указательное местоимение ityu может использоваться как показатель определённости.
- Используется неопределённый артикль unn, соответствующий количественному числительному «1».
- Союз kaj соответствует ed, предлог en соответствует in.

## Примеры текста

### «Отче наш»
| Patrom nosam, cuyu estat in Chielom, Estu sanctiguitam Tuam Nomom. Wenu Tuam Regnom, Plenumizzu Tuam Wolom, Cuyel in Chielom, ityel anquez sobrez Terom. Nosid donu hodiez Panon nosan cheyutagan, Ed nosid pardonu nosayn Pecoyn, Cuyel anquez nos ityuyd cuyuy contrez nos pecait pardonaims. Ed nosin ned conducu in Tenton, Sed nosin liberigu ex Malbonom. Amen. | «Современный» эсперанто: Patro nia, kiu estas en Ĉielo, Estu sanktigita Cia Nomo. Venu Cia regno, Plenumiĝu Cia volo Kiel en Ĉielo, tiel ankaŭ sur Tero. Al ni donu hodiaŭ panon nian ĉiutagan, Kaj al ni pardonu niajn pekojn Kiel ankaŭ ni tiujn, kiuj kontraŭ ni pekas, pardonas. Kaj nin ne konduku en tenton Sed nin liberigu el malbono. Amen. |

### Romeus ed Yulieta
Sed haltu: cuyam Lumom ityun Phenestron
Traradiat? Yemen orientom,
Ed Yulieta memes Sunom estat!
Lewizzu, belam Sunom, ed mortigu
Enwian Lunon, cuyu tristœ palat,
Char tu, Serwantom eshiam, yamen
Plid belam ol eshi memes estas. Ned estu plud
Eshiam Serwantom, se eshi tuin enwiat:
Eshiam westalam Robom werdam
Ed malsanetzam estat, ed solœ Pholuloy
Wolontœ eghin portait. Eghin phorjetu.
Yemen Damom miham; ho, yemen Amom miham!
Se solœ ityon eshi stziut!